# 沖田武子
沖田 武子（おきた たけこ、生年不詳 - 1987年〈昭和62年〉4月）は、日本の香道家。香道御家流桂雪会理事長を務めた。
山本霞月、一色梨卿らに師事。1963年、大倉華桂・原田聴雪と共に香道御家流桂雪会結成に参画。その後、大倉華桂の死去に伴い桂雪会理事長に就任した。
組香では古典文学を用いることが多いが、夏目漱石の虞美人草や坊つちやんを組香化させた。
夫は戦前の投てき王・沖田芳夫。

## 著書
- 1954年『源氏物語新組香 上』（新生活社、共著）
- 1965年『組香の鑑賞』（理想社、共著）
- 1973年『組香集　桂の雪』（出版社不詳）